# هرزند عتيق
هرزند عتيق هي قرية في مقاطعة مرند، إيران. عدد سكان هذه القرية هو 603 في سنة 2006.